# ニクショル・ダン

2025年大統領選挙討論会に臨むダン（左）

ニクショル・ダニエル・ダン（ルーマニア語: Nicușor Daniel Dan、1969年12月20日 ‐ ）はルーマニアの政治家、数学者。同国の大統領（第6代）を務める。
下院議員、ブカレスト市長、ルーマニア救済連合党首を歴任。

## 略歴
ブラショフ県ファガラシュ出身。1987年と1988年の国際数学オリンピックで優勝を果たしている。ブカレスト大学で数学を学んだ。1992年、ダンは数学の研究を続けるためフランスに留学し、名門とされるパリ高等師範学校で数学の修士を取得、パリ第13大学で博士号を取得。帰国後は、ルーマニア科学アカデミー数学研究所内に母校のパリ高等師範学校をモデルに、ブカレスト高等師範学校を創立。1998年、ダンは若者のための支援協会を設立。市民活動家として歴史的建造物が並ぶヴィクトリエイ通りの保護活動に努めてきた。
ダンは2011年11月にブカレスト市議会選挙への立候補を表明。立候補に必要な3万6000人の署名を集めるために、ダンは政党からの公認を受けず、Facebookで募ったボランティアのネットワークで選挙活動を開始。しかし、市議会選挙は敗北した。2015年にダンはブカレスト救済連合（USB）を政党として登録し、 2016年にブカレスト市長選に出馬。市長選ではダンは得票率30.52%を獲得したが、社会党候補のガブリエラ・フィレア（得票率42.97%）に敗れた。ダンは救済連合が今後も若者から指示される強大な政党であることを証明した。ダンが候補者の上位に立ったことで、USRは上院選挙で8.92%の票を獲得し、下院選挙では8.87%の票を獲得し、ルーマニアの野党第3党となったその後、ニクショルは2020年まで下院議員を務めた。
2019年5月、彼はブカレスト市長選に無所属で再出馬する意向を表明した。ダンは、他の野党からも支持されることを期待しているものの、野党の票を分散を防ぐため、別の候補者と対立したくないと述べた。2020年10月5日、ブカレスト市役所中央選挙管理局は、彼が前市長のガブリエラ・フィレア（37.97%）を破り、42.81%の得票率で勝利し、ブカレストの新市長に就任したことを確認した。
2025年3月16日、憲法裁判所はジョルジェ・シミオンとビクター・ポンタの立候補と共にダンの立候補を承認。ダンは以前、ブカレストで全てを正すには少なくとも2、3期は必要だと述べていた為、世論はダンの大統領候補となったことに驚愕。
2025年4月4日にやり直しの大統領選挙第1回投票が実施されたが、極右政党ルーマニア人統一同盟のジョルジェ・シミオン党首は得票率約41%を得て、ダンは得票率21%を得て、決選投票に進出。5月18日、決選投票でジョルジェ・シミオンと対決し、53.6%の得票率で大統領選挙に勝利。
ダンは2025年5月26日に大統領に就任。就任演説で、ダンは「ルーマニア政府は財政の限度を超える支出を認めつつ、ルーマニアの経済問題に取り組むと共に社会の声に耳を傾ける大統領でありたい」と述べた。6月20日にはイリエ・ボロジャン前元老院（上院）議長を新首相に指名した。

## 人物
長年のパートナーであるルノーの取締役員のミラベラと同棲している。2016年5月に娘が、2022年5月に息子を儲けた。